# Sportsudstyr
Sportsudstyr er alle genstande, der sælges til brug i sport eller motion.

## Spiludstyr

### Bolde
Bolde benyttes ofte i sport. En sportsbold er typisk rund, men den kan også være rotationsellipsoidformet som fx i amerikansk fodbold eller i rugby. Sport er ofte opkaldt efter den anvendte bold, såsom amerikansk fodbold, baseball, basketball og fodbold, eller bolden er opkaldt efter sporten.

### Flyvende skiver
Flyvende skiver benyttes i fx frisbeediscipliner og diskoskast.

### Mål
I mange sportsgrene benyttes mål i hver ende af banen.

### Net
Net benyttes i tennis, volleyball, fodbold, basketball, hockey og badminton. Fiskenet benyttes i fiskeri.

### Ketsjere
Ketsjere benyttes i ketsjersport som tennis og badminton.

### Stænger og håndtag
Benyttes primært i lystfiskeri.

### Stave, bat og køller
Stave bruges i bl.a. hockey og lacrosse. Bat bruge i bl.a. baseball og cricket. Køller bruges primært i golf

### Gærder og baser
Gærder og overliggere benyttes i cricket, og baser benyttes i baseball.

## Deltagerudstyr

### Fodtøj
Fodtøj til sport inkluderer:
- Bræt til surfing, skateboarding, wakeboarding og snowboarding
- Skøjter til sports som rulleskøjteløb, skøjteløb
- Ski til skiløb og vandski
- Fodboldstøvler og særlige Soccer cleats
- Cricketsko
- Golfsko
- Pigsko
- Proteser som Cheetah Flex-Foot
- Løbesko
- Gåsko

### Beskyttelsesudstyr
Beskyttelsesudstyr benyttes ofte i sport inklusive motorsport og kontaktsport.
Beskyttelsesudstyr inkluderer:
- Hjelm
- Skridtbeskytter
- Tandbeskytter
- Benskinner
- Skitøj
- Albuebeskytter
- Skulderbeskytter

### Træningsudstyr
Træningsudstyr kan være swiss balls, håndvægte, osv. til brug i motionscenter. Det kan også være beskyttelsesudstyr som vægtløftningsbælte eller bænktrøje til brug i vægttræning eller styrkeløft.

## Diverse
Det kan være køretøjer til motorsport, cykler, både, osv.